# Haworthia regina
'Haworthia regina és una espècie del gènere Haworthia de la subfamília de les asfodelòidies.

## Descripció
Haworthia regina és una petita suculenta perennifòlia. Les flors són blanques.

## Distribució
Haworthia regina només creix a un punt concret de la província de sud-africana del Cap Oriental, concretament al nord de Klipplaat.

## Taxonomia
Haworthia regina va ser descrita per M.Hayashi i publicat a Haworthia Study 10: 14, a l'any 2003.
Etimologia
Haworthia: nom en honor del botànic britànic Adrian Hardy Haworth (1767-1833).
regina: epítet llatí que vol dir "reina".
Sinonímia
- Haworthia jansenvillensis var. regina (M.Hayashi) Breuer, Alsterworthia Int. 16(2): 6 (2016).[6]